# Ermita de San Valero (Velilla de Cinca)
La ermita de San Valero es una iglesia románica de Velilla de Cinca (Provincia de Huesca, España) construida sobre los restos de un mausoleo romano conocido como mausoleo de San Valero.
Los restos del  mausoleo romano son principalmente un podio, que servía de cimiento y que ahora forma la base de la iglesia. En las fachadas este y norte se  ven tres o cuatro hileras de sillares muy escuadrados, coronadas por una moldura. Sobre el podio hay algunas hileras más pertenecientes a las paredes del mausoleo, que debía de tener la forma de un pequeño templo con columnas en la fachada principal, con un cierto parecido con el mausoleo de Fabara.
Además, cerca de la iglesia se han encontrado restos de un fuste y dos capiteles. En una pared se aprovechó la piedra de un arquitrabe y en la entrada hay un fragmento de pavimento de opus signinum y tessellatum.
La iglesia es de una sola nave y de planta rectangular. Al contrario de lo que es la orientación habitual, tiene el ábside hacia ponente, y los pies, donde se abre la portada principal, hacia levante. La nave está cubierta con dos arcos de diafragma y vigas de madera. Los arcos son ligeramente apuntados, cosa que indica una influencia del primer gótico en la arquitectura del románico tardío, influencia que se confirma en la decoración escultórica de la portada principal. La portada tiene dos arquivoltas soportadas por dos columnas. Los capiteles están decorados con temas vegetales y geométricos que se extienden a la imposta, formando una especie friso.
En la fachada de levante hay dos ventanas pequeñas de épocas diferentes, una a cada lado de la puerta, y una espadaña.
En la fachada sur hay otra puerta, más sencilla, de arco de medio punto con grandes dovelas, y también una ventana que debe de datar del 1705, cuando se documentaron reformas a la iglesia.